# Paolo Salvi
Luigi Paolo Salvi (ur. 22 listopada 1891 w Brescii, zm. 12 stycznia 1945 na terenie Niemiec) – włoski gimnastyk, dwukrotny medalista olimpijski.
Dwukrotnie reprezentował barwy Zjednoczonego Królestwa Włoch na letnich igrzyskach olimpijskich (Sztokholm 1912, Antwerpia 1920), w obu przypadkach zdobywając złote medale w wieloboju drużynowym.
W 1911 r. zdobył w Turynie trzy medale mistrzostw świata w gimnastyce sportowej: srebrny (w ćwiczeniach na koniu z łękami) oraz dwa brązowe (w wieloboju drużynowym i ćwiczeniach na poręczach). W kolejnych mistrzostwach świata (Paryż, 1913) zdobył brązowy medal w wieloboju drużynowym.